# Demetre I.

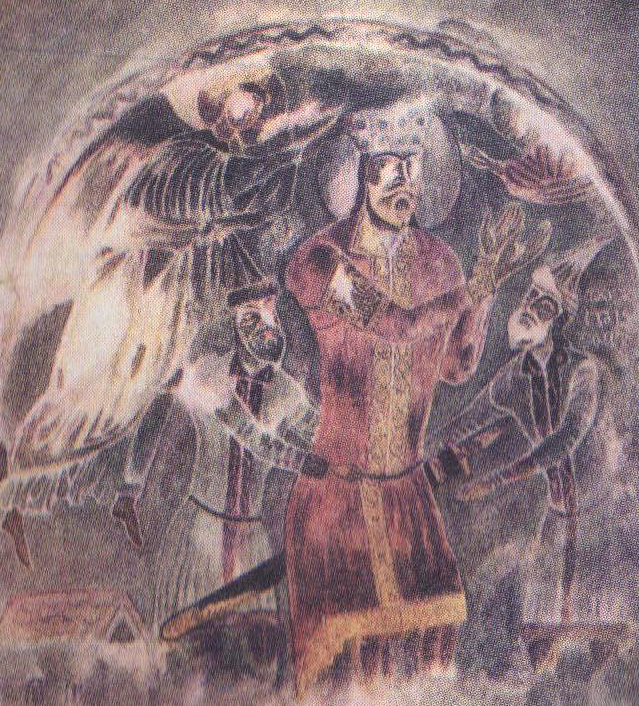
Fresko der Koronation von Demetre I. aus Mazchwarischi-Kloster, Swanetien

Demetre I. (georgisch დემეტრე I; * 1093; † nach 1158) war von 1125 bis 1155 und 1155 bis 1156 georgischer König.

## Leben
Sohn König Davids IV. Bereits als Kronprinz erwarb er sich den Ruf eines tapferen Kriegers und Feldherrn, so unter anderem 1117 bei der Einnahme der Festung Kaladsor in Schirwan und 1121 in der Schlacht am Didgori. Im Jahre 1125 kurz vor dem Tode seines Vaters zum Mitregenten ernannt, gelang es ihm als Alleinherrscher die außenpolitischen Erfolge seines Vaters zu sichern. Erfolgreiche Feldzüge gegen die irakischen Seldschuken 1125 und 1128, das Sultanat Ahlat 1126 und gegen das Emirat Gəncə 1139 sicherten die Grenzen Georgiens.
Innenpolitisch musste sich Dimitri gegen den rebellischen Hochadel durchsetzen, der in seine Intrigen den ältesten Sohn Demetres, David, einbezog. Eine erste Rebellion im Jahre 1150 gelang es Demetre noch niederzuschlagen, aber 1155 zwang ihn David abzudanken. Demetre musste in ein Kloster gehen. Doch David V. regierte nur sechs Monate und Demetre kehrte auf den Thron zurück. 1156 übergab er endgültig die Herrschaft seinem Sohn Giorgi III. und starb nach 1158 als Mönch Damian.